# Florijana Ismaili
Florijana Ismaili (Aarberg, cantón de Berna, 1 de enero de 1995-Musso, Lombardia, 29 de junio de 2019) fue una futbolista suiza, miembro de la selección femenina de fútbol de Suiza. 

## Biografía
Ismaili creció en Worben de padres albaneses procedentes del Kosovo yugoslavo que emigraron a Suiza en 1992. Primero jugó en el FC Walperswil. En marzo de 2011, se unió al equipo BSC Young Boys, convirtiéndose en la capitana.
En 2012, se clasificó por primera vez con el equipo nacional suizo sub-17, luego se unió a la selección nacional sub-19.
El 16 de enero de 2014, hizo su primera aparición internacional contra Portugal en el Equipo Suiza 1. En los años siguientes, fue miembro regular del equipo, especialmente en la Copa de Chipre en 2014 y la Copa del Algarve en 2015, antes de competir por la Copa del Mundo 2015, para la cual Suiza la cualificó por primera vez jugando 33 partidos en el equipo suizo.
Internacional suiza desde 2014, Ismaili jugó 33 partidos y anotó 3 goles con la selección.

## Desaparición y muerte
El 30 de junio de 2019, Ismaili fue declarada desaparecida mientras estaba de vacaciones en el lago Como en Lombardía. Un día antes, se había sumergido en el agua desde la plataforma de buceo de un barco de recreo en alquiler, pero nunca emergió. Las autoridades locales llevaron a cabo una búsqueda, incluyendo vehículos submarinos operados a distancia (ROV); la hipótesis principal se centraba en ciertos sectores limitados del lago que pueden mostrar temperaturas muy bajas, y fuertes corrientes de agua. El 2 de julio de 2019, el primer ministro de Kosovo Ramush Haradinaj anunció que quería ayuda para la búsqueda. El mismo día, el cuerpo fue localizado a gran profundidad por uno de los robots teledirigidos. La autopsia indicó el ahogamiento como causa de la muerte.